# Джон Генрі Паттерсон (бізнесмен)
Джон Генрі Паттерсон (англ. John Henry Patterson; 13 грудня, 1844, Дейтон — 7 травня, 1922, там же) — підприємець і засновник NCR. Він був і підприємець, і продавець.

## Ранні роки
Джон Генрі Паттерсон народився в місті Дейтон, штат Огайо, в 1844 році. Він провів своє дитинство, працюючи на сімейній фермі і в лісопильні свого батька. Закінчив Дартмутський коледж у 1867 році й пішов працювати колектором (до 1870 року). У тому ж році він почав управління Southern Ohio Coal та Iron Company. Він став інвестором у National Manufacturing Company в 1882 році, купивши її зі своїм братом 1884 року, щоб сформувати  National Cash Register Company.

## Новаторські методи ведення бізнесу
У 1893 році Паттерсон побудував перший «денний завод» зі скляними вікнами від підлоги до стелі, які освітлюють приміщення і можуть відкриватися. Він найняв Джона Чарльза Олмстеда, щоб той зробив кампус NCR у Дейтоні з просторими галявинами, озеленениними барвистими насадженнями. Олмстедд також був головним у проєктуванні житлової зони навколо заводу (South Park), а також системи парку для міста Дейтон.
Ґрунтуючись на 16 сторінках довідника, написаного його братом, Паттерсон створив перший у світі тренінг продажів. Він також придумав фразу для свого службового підрозділу, до того як це було куплено AT&T. Фраза: «Ми не можемо дозволити собі мати жодного незадоволеного клієнта».

## NCR та IBM
Паттерсон був відомий через звільнення Томаса Уотсона, який пішов далі, щоб стати генеральним директором, а потім головою CTR, пізніше перейменованої в IBM. Так багато відомих бізнесменів були навчені і звільнені Паттерсоном, що деякі історики розглядають досвід роботи у NCR як еквівалент ступеню МВА. Паттерсон був також відомий через звільнення багатьох людей на досить тривіальних підставах, наприклад, якщо вони не могли сказати йому, чому прапори вивішуються в певний день. Він був менеджером, і був випадок, що він сказав людині: «Якщо ви не можете керувати конем, ви не можете керувати своїми людьми».

## Велика повінь у Дейтоні
Паттерсон і Уотсон були засуджені до одного року позбавлення волі за недобросовісну ділову практику, але пізніше були помилувані президентом Вудро Вільсоном завдяки їхній вирішальній ролі в боротьбі з Великою повінню в Дейтоні 1913 року. Під час цієї катастрофи  співробітники NCR побудували майже 300 плоскодонних човнів і Паттерсон організував рятувальні команди, що врятували тисячі людей, які застрягли на дахах і верхніх поверхах будівель. Він перетворив завод NCR на Стюарт-стріт в екстрений притулок, забезпечуючи харчування та проживання, і організував місцевих лікарів і медсестер для надання медичної допомоги. Ідеологія Паттерсона щодо вододілу великої річки Маямі призвела до розвитку Miami Conservancy District, одного з перших великих районів боротьби з повенями в Сполучених Штатах.

## Особисте життя
Паттерсон відвідував Університети Маямі, Оксфорд, Огайо і закінчив Коледж Дартмут в 1867 році. Він був фанатиком здоров'я і прийняв один режим, який були зобов'язані виконувати його керівники і співробітники.
У 1888 році Паттерсон одружився з Катериною Бек з Брукліна, штат Массачусетс. У них було двоє дітей: Фредерік Паттерсон і Дороті Паттерсон. Дружина Паттерсона померла від дифтерії в червні 1894 року у віці 28 років. Племінник Джона Паттерсона, Френк Паттерсон, загинув в 1918 році, коли його військовий літак розбився під Дейтоном, штат Огайо. База Wright-Patterson Air Force Base була названа на його честь.
Паттерсон жив у своїй швейцарській садибі «The Far Hills». Паттерсон любив Адирондак і побудував свій літній будинок на Бівер-Лейк у Нью-Йорку. Його сім'я побудувала два інші маєтки на березі озера. Всі три маєтки досі існують, два як церковні табори, один як приватний.

## Смерть і спадщина
Паттерсон помер 7 травня 1922 року, через два дні після того, як утвердив плани з генералом Біллі Мітчеллом розробити центр авіації в Дейтоні. Він похований на кладовищі Вудленд, Дейтон, штат Огайо. Він не залишив великі статки через свої витрати на соціальні програми у своїй компанії, а також тому, що вважав, що «у труні кишень немає». Паттерсон залишив власність компанії своєму синові Фредеріку Паттерсону, який віддав його громадськості в 1925 році, $ 55 млн було запропоновано громадськості, що було найбільшим бізнес-публічним розміщенням акцій до цього часу.
Паттерсон був введений у Junior Achievement U.S. Business Hall of Fame в 1979 році.
Методи Паттерсона вплинули на бізнес Сполучених Штатів цілого покоління. У період 1910—1930 років було підраховано, що одна шоста частина керівників бізнесу в США були колишні керівники NCR.